# Reprezentacija SR Njemačke u hokeju na ledu
Zapadnonjemačka reprezentacija u hokeju na ledu je predstavljala državu SR Njemačku u športu hokeju na ledu.

## Uspjesi
- olimpijske igre:
  - prvaci: -
  - doprvaci:
  - treći: 1976.